# Литл-Скеллиг
Литл-Скеллиг (ирл. Sceilig Bheagангл. Little Skellig) — меньший из островов Скеллиг, расположенных у полуострова Ивера в графстве Керри.
Литл-Скеллиг закрыт для посетителей. На нём живёт 30 000 пар северных олуш (26 436 пар по последней «переписи» в 1994 году; это крупнейшая в Ирландии и вторая по размерам колония в мире).